# Église des Capucins (Eupen)
L’église des Capucins (localement connue comme ‘klosterkirche’) ou église de l’Immaculée Conception (Kirche zur Unbefleckten Empfängnis), est un édifice religieux catholique sis au centre de la ville d’Eupen, en Belgique.  Construite avec un couvent à la fin du XVIIe siècle pour les services pastoraux des pères Capucins elle est aujourd’hui ‘chapelle auxiliaire’ de la paroisse Saint-Nicolas.

## Histoire
Les pères Capucins arrivent à Eupen en 1661 pour soutenir la population catholique alors que les idées protestantes progressent.  La première pierre de leur église est posée en 1665. L’édifice est achevé vers 1668. La consécration a lieu en 1680 par l’évêque auxiliaire de Liège, Mgr Jean Antoine Blavier.
Le 25 avril 1771, l'église et l'étage supérieur du couvent qui lui est joint sont détruits par un incendie criminel. Elle est rapidement reconstruite – du 1773 à 1776 - dans le style classique sous la direction de l'architecte d’Aix-la-Chapelle Joseph Moretti (mort en 1793) avec le grand soutien de la population et des autorités civiles.  Une douzaine de pères capucins la desservent et œuvrent dans les environs.  Cette église était le lieu de culte privilégié des travailleurs du textile de la ville.
En 1795 Eupen est annexée par la France révolutionnaire et les religieux capucins doivent quitter la ville. Leurs couvent et église sont confisqués comme ‘biens nationaux’ mais l’église est rendue aux catholiques en 1797 pour le culte. 
Après le concordat entre Napoléon et le Saint-Siège (1801) l’église est reconnue par l’évêque de Liège, en 1803, comme ‘chapelle auxiliaire’ de la paroisse principale Saint-Nicolas. Ce qu’elle est encore aujourd’hui sous le patronyme de [Notre-Dame] Immaculée Conception.
Une première restauration complète a lieu entre 1868 et 1888.  D’autres auront lieu en 1907, 1960-1961 et 1987-1988. 
Les bâtiments du couvent sont devenus propriété de la ville en 1808. Depuis lors ils abritent les services de la mairie et de l’administration municipale. Cependant au fil des temps ils furent souvent transformés et adaptés, et ne ressemblent plus au couvent capucin original. C’est l’hôtel de ville (’Rathaus’) d’Eupen.  

## Description
L'ancienne église capucine est la plus grande et probablement la plus belle église de l’Ordre des Capucins en Belgique, malgré des changements importants qui y furent apportés.  
- Le maître autel, sous un baldaquin, est surmonté de la statue de l’Immaculée Conception. Au sommet du baldaquin un cartouche donne le chronogramme :  MARIAE SINE LABE CONCEPTAE LAETE CVNCTA PSALLIT ECCLESIA). Ce qui informe de la restauration de l’autel après la définition du dogme de l’Immaculée Conception en 1859. C‘est alors que l’église lui fut dédiée.
- L’autel latéral de gauche fut offert par des tisserands. Celui de droite (à saint François) porte l’inscription : « cet autel fut offert par les drapiers d’Eupen en 1777. »
- La crypte sous l’église était l’ossuaire des pères capucins. On y a accès par une dalle au sol, devant l’autel latéral dédié à saint François.